# Relations entre David Ier d'Écosse et l'Angleterre

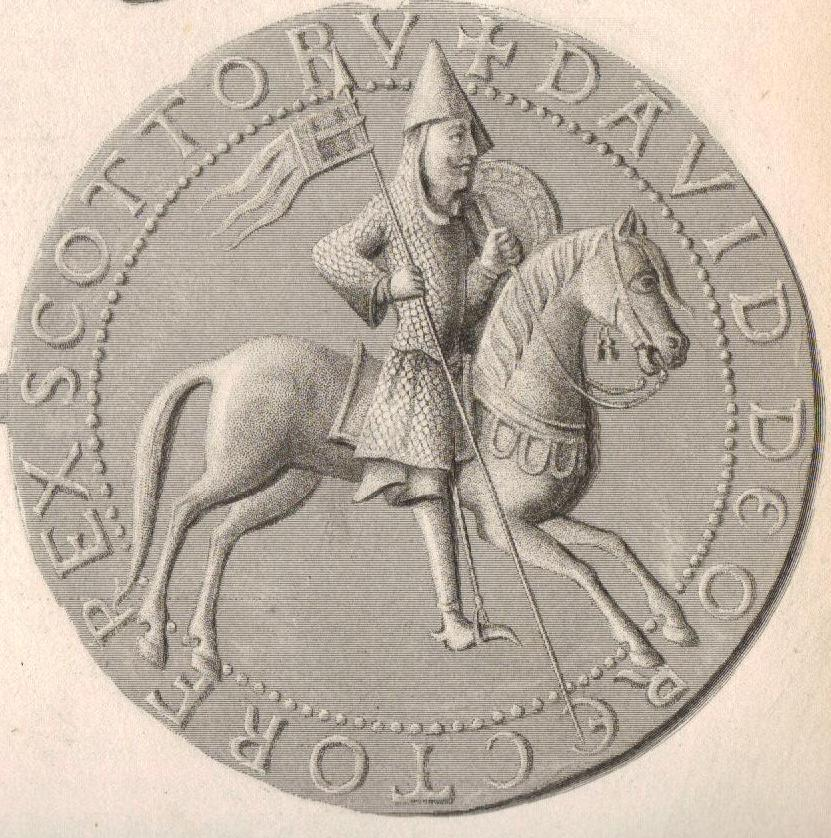
Revers du Grand Sceau de David, le présentant comme un chef de guerre. Il ressemble beaucoup au sceau de son frère Alexandre Ier d'Écosse.

Les relations entre le royaume d'Angleterre et David Ier d'Écosse, roi de ce pays entre 1124 et 1153, sont en partie façonnées par les connivences de David avec le souverain d'Angleterre, et en partie par son ambition personnelle. David a de très bonnes relations avec Henri Ier d'Angleterre, qui l'a beaucoup aidé au début de sa carrière. Après la mort d'Henri, David soutient sa nièce pour lui succéder, Mathilde l'Emperesse, et étend son pouvoir sur le nord de l'Angleterre, malgré sa défaite lors de la bataille de l'Étendard en 1138.

## Contexte
Les relations de David avec la couronne anglaise durant ces années sont généralement interprétées de deux manières. Tout d'abord ses actions découlent de ses liens avec le roi d'Angleterre. Aucun historien ne dénie que David doit le début de sa carrière à l'intervention d'Henri Ier. Il est le protégé de celui-ci. L'influence d'Henri a conduit David à se marier et acquérir des terres en Angleterre, et son pouvoir militaire lui a permis d'acquérir ses territoires écossais. Tout cela peut être vu comme une politique générale d'Henri sur sa frontière nord consistant à se tisser un réseau de liens et consolider son contrôle dans le nord-ouest de l'Angleterre et comprenant le mariage arrangé de deux filles des rois d'Écosse et de Galloway, et la répression des Montgomeries, seigneurs dominant la frontière galloise et qui ont été alliés à Muircheartach Ua Briain, haut roi d'Irlande (1101-1119). La paix dont David a pu jouir lorsqu'il vivait en Angleterre prend fin avec la mort d'Henri, et il en est de même pour beaucoup de leaders anglais. Son hostilité envers Étienne peut être interprétée comme une tentative pour permettre à la fille d'Henri Ier, Mathilde l'Emperesse, de recouvrer son héritage. En effet, David déclare la guerre à Étienne en son nom, et adoube plus tard son fils, le futur Henri II d'Angleterre,,,,.
Il est possible d'offrir une autre interprétation de la politique anglaise de David. Son but est de préserver l'indépendance de son royaume et de l'agrandir en annexant le Nord de l'Angleterre. Son soutien à Mathilde lui offre donc un prétexte pour s'emparer de ces territoires. La généalogie donne davantage de poids à ces projets : la mère de David appartenait à la maison de Wessex, et celle de son fils Henri à la dynastie des comtes de Northumbrie. Ce n'est que sous le règne de son successeur Malcolm IV qu'ils sont réduits à néant, lorsque le roi d'Angleterre Henri II exige et obtient la restitution des gains de David. Ces deux interprétations ne sont pas mutuellement exclusives. 

## Usurpation d'Étienne et premier traité de Durham
Henri Ier s'est arrangé pour que sa fille, Mathilde, lui succède. Cependant, Étienne, fils cadet de Thibaut IV de Blois, s'empare du trône à sa place,. David est le premier à prêter serment pour que Mathilde accède au trône en 1127, et lorsqu'Étienne est couronné le 22 décembre 1135, il décide de déclarer la guerre à l'Angleterre.
Avant la fin du mois de décembre, David marche sur le nord de l'Angleterre, et à la fin du mois de janvier il occupe les châteaux de Carlisle, Wark, Alnwick, Norham et Newcastle. En février, David est à Durham où il rencontre une armée dirigée par Étienne. Plutôt que de combattre, un traité est signé. Il accorde à David le droit de conserver Carlisle, tandis que son fils Henri se voit retourner le titre et la moitié des terres du comté de Huntingdon, territoire qui lui avait été confisqué au moment de la révolte de David. Étienne se voit lui retourner les autres châteaux, et bien que David ne lui rend pas hommage, il recevra l'hommage d'Henri pour Carlisle et les autres territoires anglais. Étienne accorde également à David la promesse, qui n'a pas de valeur pour lui mais est primordiale pour David, que s'il choisit de reconstituer le comté disparu de Northumberland, Henri se le verrait attribué en priorité. L'avenir de Mathilde n'est jamais mentionné, et certains voient ce traité et le recul de David comme une trahison envers elle. Toutefois, ce traité est de courte durée, puisque peu de temps après David s'offusque du traitement réservé à son fils à la cour du roi d'Angleterre.

## Nouvelle guerre et bataille de Clitheroe
À la fin de l'hiver 1136-1137, David envahit à nouveau l'Angleterre. Le roi des Écossais se trouve confronté à une armée anglaise qui l'attend à Newcastle. Une fois encore, la bataille est évitée et une trêve est signée jusqu'à novembre. Dès la fin du mois de novembre, David demande à Étienne qu'il lui donne l'intégralité de l'ancien comté de Northumberland. Le refus d'Étienne conduit à une troisième invasion en janvier 1138.
L'armée qui envahit l'Angleterre en janvier et février 1138 choque les chroniqueurs anglais. Richard de Hexham la décrit comme une « armée exécrable, composée de sauvages païens ne respectant ni Dieu ni homme », qui « écumaient la province et assassinaient tous les gens qu'ils croisaient en chemin, quels que soient leur sexe, leur âge ou leur condition, détruisant, pillant et brûlant les villes, églises et maisons. Plusieurs histoires de cannibalisme, à prendre avec précaution, ont été rapportées par les chroniqueurs, qui relatent également la généralisation de l'esclavage et le meurtre de prêtres, femmes et enfants.
En février, le roi Étienne marche vers le nord pour traiter avec David. Les deux armées s'évitent mutuellement, et Étienne retourne rapidement vers le sud. En été David partage son armée en deux, envoyant William Fitz Duncan vers le Lancashire, où il ravage Furness et Craven. Le 10 juin, William Fitz Duncan rencontre une force anglaise composée de chevaliers et d'hommes en armures. Une bataille s'ensuit, la bataille de Clitheroe, qui tourne à l'avantage des Écossais.

## Bataille de l'Étendard
À la fin du mois de juillet les deux armées écossaises se réunissent au bord de la Tyne, sur le « Saint Cuthbert land », contrôlé par l'évêque de Durham. Une armée anglaise menée par William, le comte d'Aumale. La victoire de Clitheroe a certainement mis en confiance David qui décide de se risquer à la bataille. Ses forces, comprenant 26 000 hommes et plusieurs fois supérieures en nombre aux forces anglaises rencontrent ces dernières le 22 août à Cowdon Moor près de Northallerton, dans le Yorkshire du Nord. Plusieurs vassaux normands de David l'abandonnent alors, peut-être choqués par la barbarie de l'armée écossaise, mais sûrement aussi gênés par la loyauté qu'ils doivent à la fois à David et à Étienne.
Selon les sources, une dispute éclate parmi l'armée de David à propos de qui ira en première ligne. La décision de David de mettre son petit contingent français en première ligne est mal vue par les soldats venus de Galloway et du sud de la Forth. Ailred de Rievaulx indique que ces revendications sont portées par Máel Ísu, mormaer de Strathearn, qui aurait dit au roi « pourquoi, Oh roi, comptez vous plus sur ces Galli, puisqu'aucun d'eux ne va avancer en arme devant moi non armé aujourd'hui? », et les Écossais rajoutent que « nous avons remporté à Clitheroe une victoire sur des hommes en armures », pour convaincre David de leur valeur. En dépit des protestations des partisans normands de David, ce dernier change d'avis et offre aux Gallwegiens l'honneur de figurer en première ligne. Derrière eux se trouvent les hommes de la principauté de David du sud de l'Écosse, menés par le prince Henri et Eustace fitz John, allié de David en Notrhumbria. La troisième ligne est occupée par les hommes des Hébrides, d'Argyll, du Lothian, et la quatrième et plus importante comporte les Écossais proprement dit, dirigés personnellement par David. En face, les Anglais sont massés en une dense colonne autour d'un mat de navire portant des bannières religieuses, et qui a donné son nom à la bataille, la bataille de l'Étendard,.

## Second traité de Durham

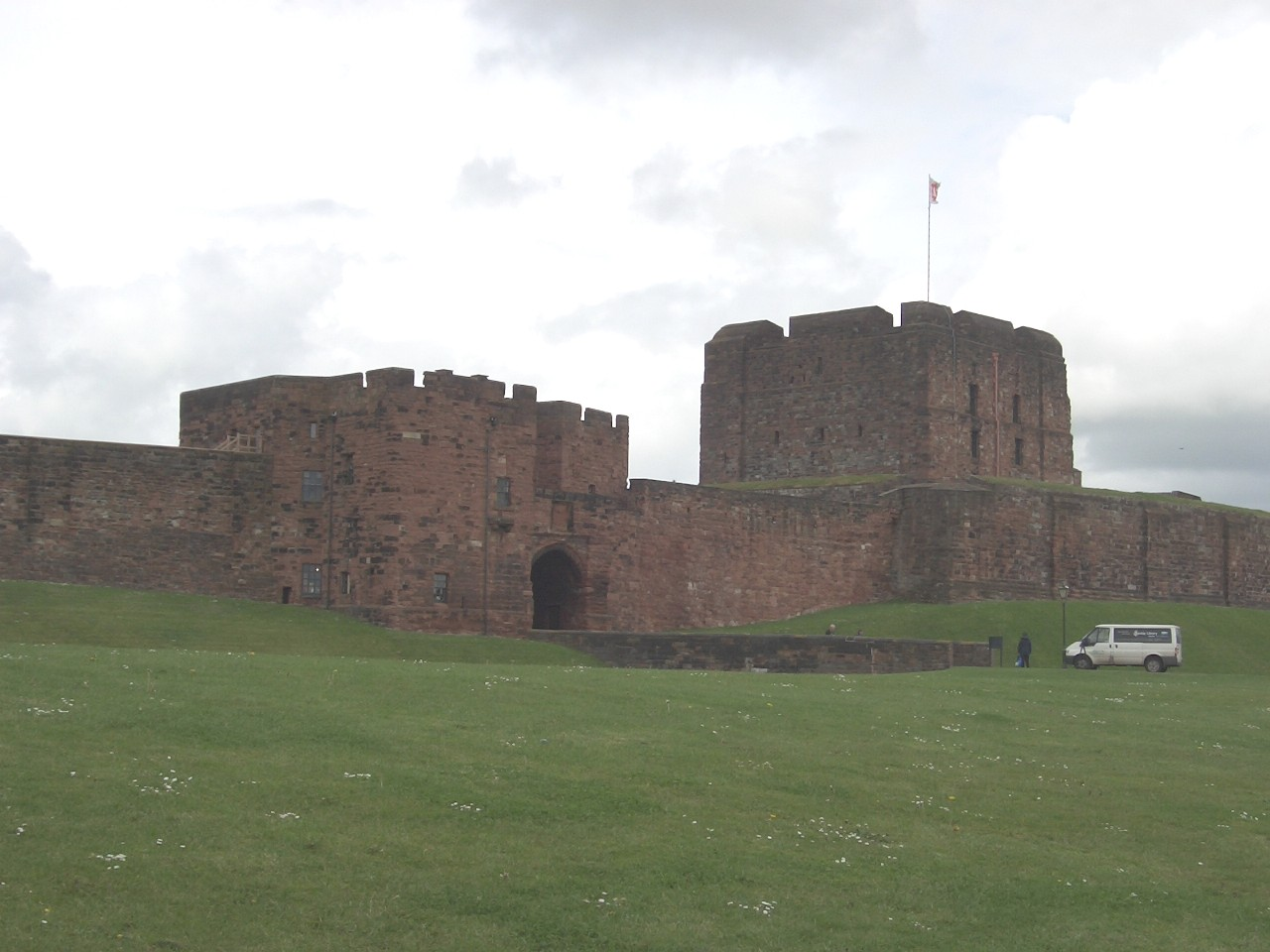
Le château de Carlisle est reconstruit par le roi David, et devient une de ses principales résidences.

Après la bataille, David et ses hommes se retire à Carlisle. Bien que le résultat de la bataille est une défaite pour lui, elle n'est en aucun cas décisive. David conserve la majeure partie de son armée, et peut ainsi à nouveau passer à l'offensive. Le siège de Wark, par exemple, commencé en janvier, se poursuit jusqu'à ce que ce château tombe en novembre. David continue à occuper le Cumberland et la majeure partie du Northumberland. Le 26 septembre, le cardinal Alberic, évêque d'Ostie, arrive à Carlisle où David a convoqué les nobles, abbés et évêques de son royaume. Albéric est ici pour enquêter sur la controverse qui entoure l'évêque de Glasgow : doit-il ou non prêter allégeance à l'archevêque d'York. Albéric cherche la paix, et David convient d'une trêve de 6 semaines, dont est exclu le siège de Wark. Le 6 avril 1139, David rencontre la femme d'Étienne, Mathilde de Boulogne, à Durham et ils s'accordent sur un traité de paix. Henri, le fils de David, se voit offrir le comté de Northumberland et on lui restitue le comté de Huntingdon et la seigneurie de Doncaster ; David obtient lui-même le droit de garder Carlisle et Cumberland. Le roi Étienne conserve lui les places stratégiques que sont les châteaux de Bamburgh et Newcastle. Les revendications de David sont ainsi pleinement complétées, malgré la défaite de la bataille de l'Étendard dont Étienne, en difficulté au sud et influencé par sa femme qui apprécie beaucoup son oncle n'a pas su tirer profit.

## Arrivée de Mathilde et résurgence du conflit

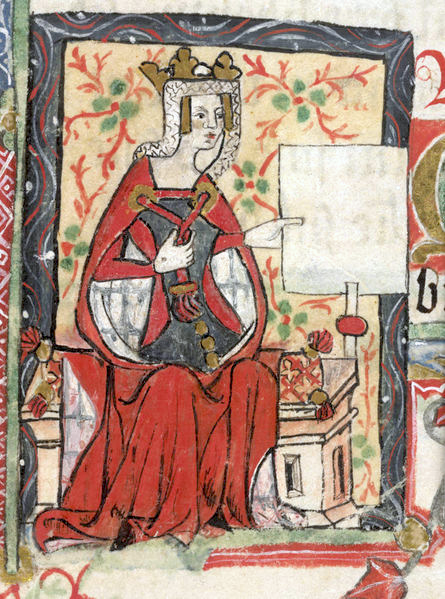
Mathilde, impératrice du Saint-Empire Romain Germanique.

L'accord avec Étienne ne fait dure pas. L'arrivée en Angleterre de Mathilde l'Emperesse offre à David l'opportunité de reprendre les hostilités. En mai ou en juin 1139, il traverse le sud de l'Angleterre pour rejoindre Mathilde ; il doit même être présent pour son couronnement prévu à l'abbaye de Westminster, bien que celui-ci n'a finalement jamais lieu. David est là lorsque Mathilde se fait encercler à Winchester, et il doit d'ailleurs s'enfuir pour sauver sa vie, alors que Robert de Gloucester, demi-frère de Mathilde et son principal soutien, est capturé par les partisans du roi. Mathilde obtient la libération de Robert contre celle d'Étienne qu'elle avait capturé lors de la bataille de Lincoln, mais cet épisode marque le tournant de la guerre civile définitivement à l'avantage d'Étienne.
La guerre civile, ou l' « anarchie » comme on la nommera plus tard, permet à David de consolider ses positions dans le nord de l'Angleterre. Mais tandis qu'il renforce son autorité et celle de son fils dans la région, il cherche également à étendre son influence. Les châteaux de Newcastle et Bamburgh retombent entre ses mains, et il est bientôt en possession de toute l'Angleterre du nord-ouest au-delà de la rivière Ribble et des Pennines, et étend son emprise sur l'Angleterre du nord-est jusqu'à la Tyne, à la frontière du noyau de l'évêché de Durham. Il rétablit donc la frontière là où elle se trouvait en 1092. Tandis que son fils invite toute la noblesse du Northumberland à faire partie de son entourage, David reconstruit la forteresse de Carlisle, où il établit sa résidence aux dépens de Roxburgh. Les mines qu'il acquiert à Alston, sur la Tyne, lui permettent de frapper les premières monnaies en argent du royaume d'Écosse, à son effigie. De plus, David délivre des chartes à l'abbaye de Shrewsbury en vertu de leurs terres dans le Lancashire.

## Évêché de Durham et archevêché de York
Toutefois, les succès de David sont tout de même entachés de quelques échecs. Sa plus grande déception est de ne pas parvenir à assurer le parfait contrôle de l'évêché de Durham et de l'archevêché d'York. Il tente de confier l'évêché de Durham à son chancelier, William Comyn. Cette place est vacante depuis la mort de l'évêque Geoffrey Rufus en 1140. Entre 1141 et 1143, Comyn est évêque « de facto », et contrôle le château de l'évêque, mais sa présence est mal perçue par le chapitre. Même s'il contrôle la ville de Durham, le seul espoir de David pour assurer sa consécration à la tête de ce territoire est d'obtenir l'appui du légat du Pape, Henri de Blois, évêque de Winchester et frère du roi Étienne. Malgré le soutien de Mathilde l'Emperesse, il ne parvient pas à ses fins et c'est Guillaume de Saint Barbara qui se voit attribuer Durham.
David tente également de s'immiscer dans la succession de l'archevêché d'York. En effet, à la suite des échecs politiques d'Étienne dans le Nord de l'Angleterre, son neveu, Guillaume FitzHerbert, est destitué par la Pape. David, par ses relations avec les cisterciens, se rapproche d'Henri Murdac, le nouvel archevêque. En dépit du soutien du pape Eugène III, les partisans d'Étienne et Guillaume FitzHerbert parviennent à empêcher Henri de prendre ses fonctions à York. En 1149, Henri cherche du soutien auprès de David. Ce dernier en profite pour prendre contrôle du diocèse, et marcher sur la ville. Cependant, les partisans de Stéphane prennent connaissance de ses plans, et en informent le roi d'Angleterre. Celui-ci rejoint York et y installe une nouvelle garnison, ce qui engendre le retrait de David. Richard Oram pense que le but ultime de David était de contrôler la totalité de l'ancien royaume de Northumbrie. Cet échec constitue un tournant dans cette « opportunité de totalement redessiner la carte politique des îles Britanniques qui disparait pour toujours » .